# Ljiljana Matović
Ljiljana Matović (montenegrinisch-kyrillisch Љиљана Матовић; * 16. Oktober 1993) ist eine montenegrinische Leichtathletin, die im Sprint sowie im Weit- und Dreisprung an den Start geht.

## Sportliche Laufbahn
Erste internationale Erfahrungen sammelte Ljiljana Matović beim Europäischen Olympischen Jugendfestival (EYOF) 2009 in Tampere, bei dem sie mit 5,04 m in der Weitsprungqualifikation ausschied. 2011 belegte sie bei den Balkan-Meisterschaften in Sliwen in 12,71 s den sechsten Platz im 100-Meter-Lauf und erreichte über 200 Meter mit 26,51 s Rang drei im B-Lauf. 2015 belegte sie bei der 3. Liga der Team-Europameisterschaft, die im Zuge der Europaspiele in Baku ausgetragen wurde in 16,90 s Zweite im B-Lauf über 100 m Hürden und wurde im Weitsprung mit 5,30 m Zehnte. Im Dreisprung belegte sie mit 11,37 m Rang zehn und mit der montenegrinischen 4-mal-100-Meter-Staffel lief sie nach 51,17 s auf Rang drei im B-Lauf ein. 2016 belegte sie bei den Meisterschaften der kleinen Staaten Europas (CSSE) in Marsa mit 5,55 m den siebten Platz im Weitsprung und im Jahr darauf gelang ihr bei den Balkan-Hallenmeisterschaften in Belgrad kein gültiger Versuch. Anfang Juni siegte sie bei den Spielen der kleinen Staaten von Europa (GSSE) in Serravalle mit 5,64 m im Weitsprung und gewann im Dreisprung mit 11,64 m die Silbermedaille hinter der Zyprerin Ekeftheria Christofi. Anschließend wurde sie bei den Balkan-Meisterschaften in Novi Pazar mit 4182 Punkten Vierte im Siebenkampf. 2018 gewann sie bei den CSSE in Schaan mit 5,85 m die Silbermedaille im Weitsprung hinter der Zyprerin Filippa Fotopoulou, ehe sie bei den Balkan-Meisterschaften in Stara Sagora mit 4593 Punkten die Bronzemedaille im Siebenkampf gewann.
2019 belegte sie bei den Balkan-Hallenmeisterschaften in Istanbul mit 5,60 m den neunten Platz im Weitsprung und anschließend gewann sie bei den GSSE in Bar mit 5,98 m die Bronzemedaille im Weitsprung hinter der Isländerin Hafdís Sigurðardóttir und Filippa Fotopoulou aus Zypern. Zudem siegte sie mit 12,82 m im Dreisprung. Anfang September wurde sie bei den Balkan-Meisterschaften in Prawez mit einer Weite von 12,58 m Sechste im Dreisprung und brachte im Weitsprung keinen gültigen Versuch zustande. 2021 erreichte sie bei den Balkan-Hallenmeisterschaften in Istanbul mit 12,08 m Rang 13 im Dreisprung und wurde bei den Balkan-Meisterschaften in Smederevo mit 12,31 m 14. Im Jahr darauf erreichte sie bei den Balkan-Hallenmeisterschaften in Istanbul mit 11,92 m Rang elf und 2023 belegte sie bei der 3. Liga der Team-Europameisterschaft im Rahmen der Europaspiele in Chorzów mit 5,47 m den sechsten Platz im Weitsprung und gelangte mit 12,13 m auf Rang sieben im Dreisprung. Anschließend musste sie ihren Siebenkampf bei den Balkan-Meisterschaften in Kraljevo vorläufig beenden.
In den Jahren von 2019 bis 2023 wurde Matović montenegrinische Meisterin im Weit- und Dreisprung.

## Persönliche Bestleistungen
- 100 Meter: 12,71 s (+0,8 m/s), 2. Juli 2011 in Sliwen
  - 50 Meter (Halle): 7,41 s, 21. Januar 2011 in Novi Sad (montenegrinischer Rekord)
  - 60 Meter (Halle): 8,31 s, 6. Februar 2011 in Budapest
- 200 Meter: 25,61 s (−0,8 m/s), 3. Juli 2011 in Sliwen
  - 200 Meter (Halle): 27,67 s, 6. März 2011 in Budapest
- 100 m Hürden: 15,15 s (+0,1 m/s), 1. Juli 2023 in Bar
  - 60 m Hürden (Halle): 9,40 s, 20. Februar 2022 in Belgrad
- Weitsprung: 6,00 m (−0,3 m/s), 26. Juni 2022 in Bar
- Dreisprung: 12,84 m (+0,3 m/s), 5. September 2020 in Bar (montenegrinischer Rekord)
- Siebenkampf: 4593 Punkte, 21. Juli 2018 in Stara Sagora
  - Fünfkampf (Halle): 3070 Punkte, 5. März 2016 in Belgrad